# Francis Thomas Gregory
Francis Thomas Gregory, aussi appelé Franck Gregory, né le 19 octobre 1821 à Farnsfield (dans le Nottinghamshire, en Angleterre) et mort le 23 octobre 1888 à Harlaxton (dans le Queensland, en Australie), est un explorateur et homme politique australien. 

## Biographie
Né en Angleterre, il émigre en Australie avec sa famille en 1829 (dont son frère aîné Augustus). Après ses études, il entre dans l'administration de l'Australie-Occidentale comme assistant arpenteur (cadet surveyor). 
En 1846, il accompagne ses frères Augustus et Henry Churchmann-Gregory dans un voyage d'exploration au nord de Perth. L'année suivante, il est nommé arpenteur adjoint (assistant government surveyor), puis arpenteur (staff surveyor) en 1849. 
En 1857, il conduit des expéditions le long du cours supérieur de la rivière Murchison, et dans les terres situées plus à l'est et au nord l'année suivante. 
En 1859, il se rend en Angleterre pour plaider auprès des autorités britanniques en faveur de financements permettant de poursuivre l'exploration de l'Australie du Nord-Ouest, proposant notamment que la région soit utilisée pour l'élevage extensif et pour l'agriculture de plantation, en recrutant des travailleurs dans différents pays d'Asie. 
En 1860, le gouvernement d'Australie-Occidentale lui confie une expédition vers l'intérieur des terres à partir de la baie Nickol (région dont la partie sud sera connue plus tard sous le nom de Pilbara). Le gouvernement britannique finance cette expédition à hauteur de deux mille livres. L'expédition quitte Fremantle le 23 avril 1861 et revient à Perth le 9 novembre de la même année, après avoir identifié 1,2 million d'hectares de terres pouvant être consacrées à l'élevage extensif et la possibilité de développer la perliculture. Pour cette exploration, Gregory se voit attribuer la médaille d'or de la Royal Geographical Society en 1863. 
En 1862, il s'installe au Queensland, où son frère August était déjà établi. Il est nommé commissaire des terres de la Couronne (Commissioner of Crown Lands, fonction consistant à administrer les terres appartenant à l'État). Il épouse Marion Hume en 1865. En 1874, il est élu membre du conseil législatif du Queensland. Il sert comme contrôleur général des postes (Postmaster-General) du Queensland pendant quelques mois en 1883.